# دریاچه گلوبوکویه (سرزمین کراسنویارسک)
دریاچه گلوبوکویه (انگلیسی: Lake Glubokoye) یک دریاچه در سرزمین کراسنویارسک کشور روسیه است.